# 選択 (進化)
選択（せんたく、英語：selection）とは、進化において、生物個体や形質などが世代を経ることによってその数や集団内での割合を増していくこと。逆に、割合を減少させていくことを淘汰（とうた）という。
このような変化が実際に起こることを選択が働く（選択される）、または淘汰が働く（淘汰される）といい、この差を生む要因を選択圧または淘汰圧という。英語ではselectionで、選択のほうが直訳に近い。淘汰とも訳される。選択と淘汰は表裏一体である。そのためこの二つのメカニズムを総称して選択（または淘汰）という場合もある。ただし文脈によっては選択と淘汰を区別しなければならないこともある。選択と淘汰を区別せず、割合を増していくことを正の選択または正の淘汰、割合を減らしていくことを負の選択または負の淘汰と呼ぶこともある。単に選択や淘汰といった場合、メカニズムを指しているのか、実際の増減を指しているのか明らかではないからである。
選択と淘汰は世代を超えて起こる現象であり、一個体の生死に対しては使わない。選択は適応と同じ意味で用いられることがある。数や集団内での割合を増していくことを、「適応度が高い」、その逆を「適応度が低い」とも言う。

## 選択の分類

### 選択の要因
- 自然選択　自然環境によって起きる選択。広義には以下の選択は全て自然選択に含める。
  - 狭義の自然選択　自然環境には気候や地形などのほか、同種の個体の密度、食糧や宿主の質・密度、捕食者や寄生者の質・密度など、選択を受ける実体を除くあらゆる要因が含まれる。
  - 性選択　有性生殖を行う生物で、オスとメスの間の社会関係によって引き起こされる選択。
    - 社会選択　性選択の延長の概念。ある個体の社会的評価がその個体の適応度、特に繁殖成功度に関わるという説。

  - 人為選択　人が意図的に行う選択のこと。

### 選択の単位
- 個体選択　古典的なダーウィニズムでの選択の単位。実際に生きたり死んだりするのは個体であり、観察が容易であることから近似として用いられる。
- 群選択　選択の単位を群れ（時には種や亜種）とするもの。
  - 形質選択（形質集団選択）ある形質の影響下にある個体全てを選択の集団とみなす立場。
- 種選択　選択の単位を種とする物で群選択とは異なる。
- 遺伝子選択　個体は一世代限りのユニークな存在だが、遺伝子は長い世代にわたって存続するため、実際に選択される単位は遺伝子（あるいは遺伝子によってコードされた個々の形質）と考えるべきだという立場。
  - 血縁選択　遺伝子選択の元となった理論。血縁関係にある個体は同じ遺伝子を持つ可能性が高いため、血縁集団単位で選択が働くとするもの。個体選択の拡張と考えることができる。
- マルチレベル選択　選択は様々な階層に起きるものであり、それぞれ別個に検討しなければならないとする立場。

### その他の選択
適応景観との関係では、
- 安定性選択　最適形質が集団の形質分布の中心にあり平均的な形質から離れた個体が淘汰される、
- 方向性選択　最適形質が集団の外にありそこに向かって集団の形質が変化する、
- 分断性選択　景観に複数のピークがあり集団がそれらの周りの複数の集団に分断されるなどがある。

そのほかには、
- 密度依存選択　物理的な密度が選択圧となって選択が起きること。
- 頻度依存選択　遺伝子プール内での割合が選択圧となって選択が起きること。

## 生物以外への応用
選択は、生物以外でも、遺伝的アルゴリズムでも行われる。